# Нугман Мустафа
Нугман Мустафа (тат. Мостафа Ногман улы Ногманов; 22 грудня 1912—1976) — татарський поет, викладач КДУ.
Народився в селі Кизил Яр в Арській області Татарстану в селянській родині середнього класу, яка займалася торгівлею. У 1931 році закінчив Казанський педагогічний технікум, потім кілька років був викладачем у школах Татарстану і Таджикистану, з 1935 по 1937 рік працював секретарем у Військовому трибуналі в Душанбе, з 1937 по 1941 рік навчався в вечірньому відділі Державного педагогічного інституту, служив у Радянській армії лейтенантом. Після демобілізації з армії в 1945 році приїхав до Казані і майже два роки працював власним кореспондентом газети «Піонерська правда» в Татарстані. З 1947 по 1951 рік був студентом Московського інституту сходознавства. Після успішного закінчення Інституту за спеціальністю перська та турецька мови, він навчався в Інституті мови, літератури та історії Казанського відділення АН СРСР у 1953—1957 роках. Підсумовуючи свої наукові дослідження, він захистив дисертацію в 1964 р. на тему «Русько-татарські рукописні словники XVII—XVIII ст.». В останні шістнадцять років свого життя (1960—1976) викладав перську і давньотатарську мови студентам історико-філологічного факультету Казанського університету.
Окрім проведення значних наукових досліджень у галузі лінгвістики, активно займався жанром поезії. Перші його вірші були написані та опубліковані під час Великої Вітчизняної війни (Лірика бурхливих років, 1944). У повоєнні роки він прагнув знайти шлях у поезії: ліричні та публіцистичні вірші, історичне та революційне минуле, вірші, що описують героїку Великої Вітчизняної війни (Пісня про землю, 1958; Боги Кокушкіно, 1962; — 1968). Нарешті, зосередившись на жанрі пісні, йому вдається розкрити свій поетичний талант. Його перша пісня «До твоїх чорних очей як ластівка» (1945) набирає широкої популярності. Починаючи з 50-х років, на музику було покладено понад сім десятків поетичних творів («Я не можу забути», «Салагиш Болинлар», «Олені гуси йдуть», «Пісня про зниклих», «Матері», «Боги Актаниша», «Моя батьківщина», «Вечори Арки», «Кучерявий ліс сонця», «Пісня молодих сердець», «Коли поля оновлюються», «Хлопчик повернувся з фронту», "Зоря світанку ", «Сібеле, Квіти яблуні Сібеле» тощо).
Вибрані поети, поеми, пісні та переклади поета увійшли до його збірки «Чайки, що летять на Волгу» 1982 року.